# Heinrich Barth (ontdekkingsreiziger)
Heinrich Barth (Hamburg, 16 februari 1821 - Berlijn, 25 november 1865) was een Duits ontdekkingsreiziger. Hij volgde een opleiding aan de Universiteit van Berlijn.  Vervolgens studeerde hij Arabisch in Londen. Nadat hij die opleiding had afgerond, ging hij op reis door het Middellandse Zeegebied in 1845.
Barth vertrok vanaf Tanger over land door heel Noord-Afrika, waaronder Egypte. Daar bezocht hij de Nijl en de woestijn. In Egypte werd hij aangevallen door rovers. Verder trok hij door Palestina, Syrië, Turkije, Klein-Azië en Griekenland. Pas in 1847 keerde hij terug naar Berlijn. 
In de jaren 1849-1855 maakte hij een langdurige reis in Noord- en Centraal-Afrika, om handelsmogelijkheden met Europa te onderzoeken en het toen nog weinig bekende binnenland van Afrika te verkennen. Hij vertrok vanuit Tripoli en trok de Saharawoestijn door om vervolgens in de regio Soedan aan te komen. Tijdens deze reis bezocht hij steden zoals Agadez, Kano, Kukawa, Sokoto en Timboektoe. Hij ondernam deze reis samen met de Britse missionaris James Richardson en de Duitse geoloog Adolf Overweg, die beiden tijdens de reis zijn overleden. 
In de jaren tot zijn dood maakte Barth nog vele andere reizen over de hele wereld.